# Daniel Halfar
Daniel Halfar (ur. 7 stycznia 1988 w Mannheimie) – niemiecki piłkarz występujący na pozycji napastnika. Od 2015 jest zawodnikiem 1. FC Kaiserslautern.

## Kariera klubowa
Pierwszym klubem Halfara był MFC Phönix Mannheim 02, a od 1997 grał w 1. FC Kaiserslautern. Do pierwszej drużyny tego zespołu został przesunięty w sezonie 2005/2006. W Bundeslidze zadebiutował 14 grudnia 2005 w przegranym 1-2 pojedynku z Eintrachtem Frankfurt. Pierwsze gole w zawodowej karierze Halfar strzelił 4 lutego 2006 w ligowym spotkaniu z MSV Duisburgiem, zremisowanym 2-2. W tamtym meczu zdobył dwie bramki dla swojego zespołu. Przez cały sezon rozegrał dla Kaiserslautern osiemnaście spotkań i strzelił trzy gole. Natomiast w lidze zajął z klubem szesnaste miejsce i został relegowany z nim na zaplecze ekstraklasy. W sezonie 2006/2007 w 2. Bundeslidze Kaiserslautern uplasował się na szóstej pozycji, a Halfar wystąpił w tych rozgrywkach jedenaście razy. W sumie w pierwszej drużynie FCK spędził dwa sezony. W tym czasie zagrał tam 29 razy i zdobył 3 bramki.
W 2007 podpisał kontrakt z pierwszoligową Arminią Bielefeld. Pierwszy występ zanotował tam 31 października 2007 w meczu Pucharu Niemiec z TuS Koblenz, wygranym przez jego zespół 2-1. Natomiast w lidze zadebiutował 3 listopada 2007 w przegranym przez Arminię 0-4 spotkaniu z Bayerem 04 Leverkusen. W 2008 roku zajął z klubem piętnaste miejsce w Bundeslidze.
W 2010 roku został piłkarzem TSV 1860 Monachium. W latach 2013-2015 grał w 1. FC Köln. Latem 2015 wrócił do Kaiserslautern.

## Kariera reprezentacyjna
Halfar jest reprezentantem Niemiec U-21. Dotychczas w kadrze młodzieżowej wystąpił trzy razy i strzelił dwa gole (stan na kwiecień 2009).